# Waldgirmes
Waldgirmes è una frazione del comune tedesco di Lahnau, nell'Assia.

Conta (2007) 3.324 abitanti.

## Storia

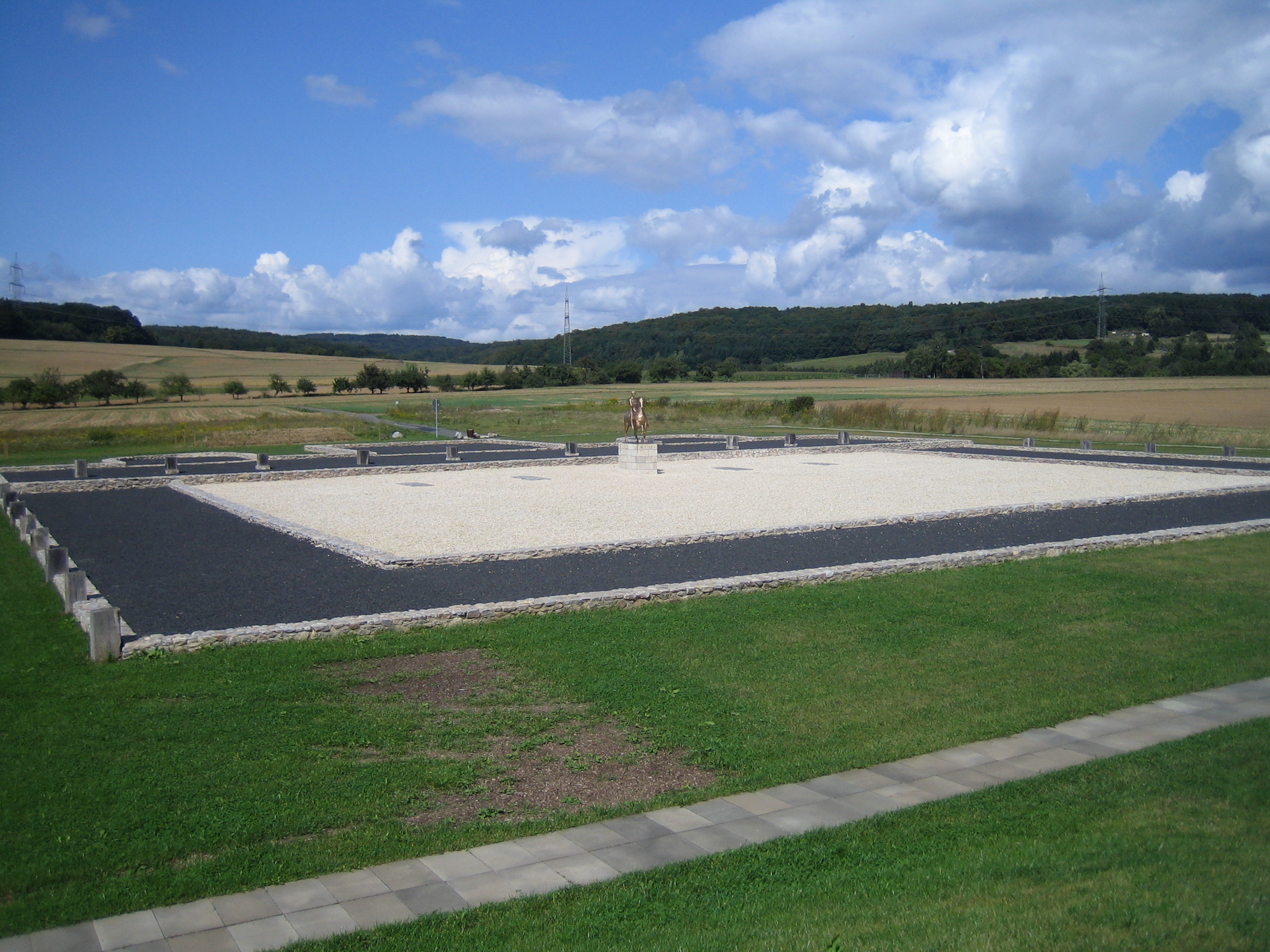
L'antico foro romano di Waldgirms all'epoca di Augusto.

Nei suoi pressi sorse un primo centro romano dell'epoca di Augusto. Waldgirmes fu nominata per la prima volta nel 771.

Costituì un comune autonomo fino al 31 dicembre 1976, quando con altri 13 comuni e le città di Gießen e Wetzlar andò a formare la nuova città di Lahn, divenendone un quartiere (Stadtteil) compreso nel distretto urbano (Stadtbezirk) di Lahntal.
Il 31 luglio 1979, a seguito delle proteste della cittadinanza, la città di Lahn fu sciolta, e il distretto urbano di Lahntal divenne un comune indipendente, con il nome di Lahnau; da quella data, Waldgirmes ne costituisce pertanto una frazione (Ortsteil).